# Гудленд (тауншип, Миннесота)
Гудленд (англ. Goodland) — тауншип в округе Айтаска, Миннесота, США. На 2010 год его население составило 466 человек.

## География
По данным Бюро переписи населения США площадь тауншипа составляет 187,2 км², из которых 179,1 км² занимает суша, а 8,1 км² — вода (4,33 %).
Через тауншип проходит  Дорога 65 штата Миннесота.

## Население
В 2010 году на территории тауншипа проживало 466 человек (из них 55,8 % мужчин и 44,2 % женщин), насчитывалось 212 домашних хозяйств и 143 семьи. На территории города было расположено 430 построек со средней плотностью 2,4 построек на один квадратный километр суши. Расовый состав: белые — 98,5 %, коренные американцы — 0,4.
Население города по возрастному диапазону по данным переписи 2010 года распределилось следующим образом: 18,5 % — жители младше 21 года, 63,9 % — от 21 до 65 лет и 17,6 % — в возрасте 65 лет и старше. Средний возраст населения — 48,4 лет. На каждые 100 женщин в Гудленде приходилось 126,2 мужчин, при этом на 100 совершеннолетних женщин приходилось уже 120,2 мужчин сопоставимого возраста.
Из 212 домашних хозяйств 67,5 % представляли собой семьи: 62,3 % совместно проживающих супружеских пар (14,6 % с детьми младше 18 лет); 2,8 % — женщины, проживающие без мужей, 2,4 % — мужчины, проживающие без жён. 32,5 % не имели семьи. В среднем домашнее хозяйство ведут 2,20 человека, а средний размер семьи — 2,66 человека. В одиночестве проживали 27,4 % населения, 9,9 % составляли одинокие пожилые люди (старше 65 лет).
В 2014 году из 375 человек старше 16 лет имели работу 217. В 2014 году медианный доход на семью оценивался в 73 125 $, на домашнее хозяйство — в 58 750 $. Доход на душу населения — 30 235 $ в год.